# 嘎鲁特诺尔
嘎鲁特诺尔也作嘎鲁特、嘎鲁特诺日，是位于中国内蒙古自治区呼伦贝尔市鄂温克族自治旗辉苏木西北的一个湖泊。其位置约在东经119°04，北纬48°29′。湖面海拔647.1米，面积约1.3平方公里，该湖的主要沉积物为芒硝。嘎鲁特诺尔在蒙古语中的意思是有雁的湖。
嘎鲁特诺尔位于辉苏木喜桂图嘎查以西约5千米，辉河北岸的洼地中。水位675米，湖长1.5千米，最大宽1.0千米，平均宽0.9千米，面积1.4平方千米。
2019年鄂温克族自治旗人民政府公布的嘎鲁特管理范围中记载：嘎鲁特湖面近似为四边形，湖周长4097米，现状湖面面积（2019年10月实测）1.05平方千米，历史最大面积为1.25平方千米，相应湖水位为673.80米，平均水深1米。